# Вартенберг (Горња Баварска)
Вартенберг (њем. Wartenberg) град је у њемачкој савезној држави Баварска. Једно је од 26 општинских средишта округа Ердинг. Према процјени из 2010. у граду је живјело 4.706 становника. Посједује регионалну шифру (AGS) 9177143.

## Географски и демографски подаци
Вартенберг се налази у савезној држави Баварска у округу Ердинг. Град се налази на надморској висини од 430 метара. Површина општине износи 17,9 km². У самом граду је, према процјени из 2010. године, живјело 4.706 становника. Просјечна густина становништва износи 263 становника/km².